# خوسيه فرنسيسكو مونتيس
خوسيه فرنسيسكو مونتيس هو سياسي نيكاراغوي، ولد في 1830 في كوماياغوا في هندوراس، وتوفي بنفس المكان في 1888. انتخب رئيس هندوراس (11 ديسمبر 1862 – 7 سبتمبر 1863) وانتخب رئيس هندوراس (11 يناير 1862 – 4 فبراير 1862).